# Луценків
Луценків (струмок Дирдино) — річка в Україні, у Городищенському районі Черкаської області. Ліва притока Вільшанки (басейн Дніпра).

## Опис
Довжина річки приблизно 4,9 км.

## Розташування
Бере початок на східній стороні від Петропавлівки. Спочатку тече на південний, потім на північний схід через Дирдин і впадає у річку Вільшанку, праву притоку Дніпра.
Річку перетинають автошлях Т 2401 і залізниця. На правому березі річки розташована платформа Дирдин.